# Thérapie par le mouvement induit par la contrainte
La thérapie par le mouvement induit par la contrainte (TMIC) ou kinésithérapie par contrainte (de l'anglais : constraint-induced movement therapy) est une technique de rééducation inventée aux États-Unis qui vise à améliorer la récupération motrice du membre supérieur parétique (MSp) chez les personnes ayant été victimes d'un accident vasculaire cérébral (AVC).

## Historique
La TMIC repose, à l'instar des autres méthodes de rééducation du MSp à la suite d'un AVC, sur des principes et observations.
Edward Taub a décrit chez le singe  un phénomène nommé « l'apprentissage de non-utilisation » du MSp. Ce phénomène correspond à la diminution de l'usage du MSp alors que celui-ci a récupéré une assez bonne capacité motrice. 
Ce phénomène de non-utilisation est acquis peu de temps après l'AVC. Pendant cette période, le MSp est très handicapé : les mouvements sont lents, très difficiles à réaliser et accompagnés de réactions associées (synergies primitives et syncinésies). Du coup, le cerveau adopte des stratégies qui n'utilisent pas le MSp pour accomplir les tâches qu'on lui donne. C'est le concept d'amnésie motrice fonctionnelle. Ainsi, à la suite de l'AVC, il y a un déséquilibre important qui se crée entre la fréquence d'utilisation du MSp et celle du membre supérieur (MS) sain (ipsilésionnel). La conséquence de ce déséquilibre est la diminution de la représentation corticale (carte motrice) du MSp et une augmentation de celle du MS sain.

## Définition
La TMIC vise à réduire le déséquilibre entre la fréquence d'utilisation du MS sain et la fréquence d'utilisation du MSp. La technique consiste à restreindre l'utilisation du MS sain et à entrainer le MSp. Cet entrainement est conduit par un clinicien durant des séances régulières et vise à rendre le MSp  plus fonctionnel. L'augmentation des capacités fonctionnelles du MSp concourra à augmenter son utilisation par le patient.
La TMIC est très intensive puisqu'elle inclut une utilisation forcée et un entraînement de 6 heures par jour pendant plusieurs semaines. Durant ces sessions d'entrainement un patient est face à face avec un thérapeute.
La TMIC a évolué pendant les deux décennies de son existence.
Le protocole de la TMIC comporte actuellement trois éléments majeurs comprenant chacun de multiples composants et sous-composants :
- un entraînement répétitif à la réalisation de tâches répétitives (manger, faire sa toilette, se brosser les dents) et des tâches adaptatives (shaping en anglais) du membre supérieur pendant plusieurs heures durant 10 à 15 jours consécutifs (suivant la sévérité du déficit initial)[Note 1] ;
- la mise en place d'un contrat moral d'implication entre le patient et son thérapeute ;
- l'obligation pour le patient d'utiliser son MSp durant la journée, le plus souvent en bloquant le MS sain[3].

## Appareil de restriction du membre supérieur

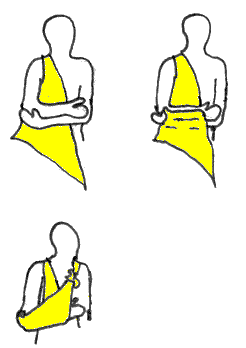
Utilisation d'une écharpe.

Il existe deux types d'appareils pour restreindre l'utilisation du MS sain : l'écharpe et la moufle. Il a été rapidement mis en évidence que la moufle est préférable à l'écharpe pour bloquer le MS sain car, en cas de perte d'équilibre, elle n'empêche pas de se rattraper avec le MS sain.
L'utilisation d'une moufle n'est pas obligatoire dans un traitement TMIC. En effet, toute stratégie qui encourage l'utilisation exclusive du MSp constitue une contrainte susceptible de faire partie d'une CIT.
Cependant elle est souvent utilisée car elle rappelle continuellement au patient qu’il doit se servir de son MSp et prévient constamment la saisie et les manipulations d’objets par le MS sain.
Ainsi, l'appareil de restriction permet, durant toute la durée du traitement, de minimiser le besoin pour le thérapeute de rappeler au patient qu'il doit limiter l'utilisation du MS sain.
Il est important de comprendre que les traitements qui ne font que restreindre  l'utilisation  du MS sain sans suivre un protocole d’entraînement particulier, sont assimilés à  un traitement « d’utilisation forcée » et qu'ils diffèrent grandement de la TMIC
,.

## Optimisation de la TMIC par le contrat comportemental
Parfois, dans le cadre d'un traitement TMIC, des activités peuvent être ajoutées pour augmenter l'utilisation du MSp pendant des périodes habituellement inactives. Dans la même logique, les activités de la vie quotidiennes (AVQ) peuvent être modifiées, pour permettre une utilisation accrue du MSp (exemple : cuisiner, écrire, exercices de rééducation, etc.).
Il ne faut cependant pas décourager le patient par un nombre trop important d'exercices. Dans la même logique, les participants au protocole de la TMIC doivent réaliser les tâches avec le MSp même si ce sont des tâches qui étaient réalisées uniquement avec le MS sain avant l'AVC : ainsi, un droitier ayant une hémiplégie gauche doit écrire avec la main gauche durant, au minimum, toute la durée du traitement. De plus, les tâches classiquement bi-manuelles doivent être réalisées uniquement avec le MSp (ex : s'habiller). Puis, quand le traitement est terminé, les participants rendent la moufle et réalisent les AVQ de la manière la plus efficace possible tout en continuant à essayer d'insister sur l'utilisation du MSp.
Afin d'augmenter l'efficacité de la TMIC, un contrat moral de comportement est mis en place entre le soignant et le patient.
Le respect de ce contrat conclu mutuellement peut être influencé par de nombreux facteurs (culturels, des besoins nouveaux, le stress, les changements de mémoire, etc.). De plus, une dépression pré-morbide ou acquise après l'AVC pourrait avoir sur le patient ou le soignant un effet sur leur respect du contrat.
Quand arrive la fin du traitement, un programme individualisé de pratique à la maison est rédigé. Les participants ont pour instruction de le poursuivre indéfiniment.

## Intérêt
La TMIC est adaptée uniquement aux survivants d'AVC qui conservent une certaine capacité à étendre activement les doigts  et le poignet de leur MSp.
La TMIC est d'autant plus efficace qu'un patient a un haut niveau de fonctionnement moteur en début de traitement (patient HF).
L’amélioration continue observée dans cette étude chez les patients HF reflète sans doute l’utilisation continue du MSp dans les AVQ. En effet, chez ces patients, les AVQ sont plus nombreuses et plus diversifiées, grâce à des capacités fonctionnelles initiales supérieures à celles des participants qui ont un bas niveau de fonctionnement moteur initial.
De plus, les plus grands progrès observés dans le groupe HF pourraient se manifester par une potentielle plasticité corticale plus profonde. Une notion qui est soutenue par une représentation corticale élargie après la TMIC chez les survivants HF. L’amélioration de la fonctionnalité de la main et l’augmentation de son utilisation pourraient contribuer aux changements secondaires de l’utilisation fonctionnelle de la main, résultant en une augmentation de la force et l’amélioration de la capacité à réaliser les AVQ et de la participation sociale.
Concernant les patients ayant une très mauvaise récupération motrice, la TMIC est totalement inadaptée. En effet, ces patients doivent souvent se résoudre à apprendre à se débrouiller uniquement avec le MS sain.

## Discussion
Malgré les remarquables résultats obtenus dans de nombreuses études testant l'efficacité de la TMIC, il est nécessaire de définir ce qui constitue une amélioration significative. Dans le contexte d’un remboursement des soins de plus en plus restreint, les décisions concernant l’indemnisation d’un tel traitement seront déterminées par la prédiction d’un degré d’indépendance et une productivité potentiellement plus importante.
Pour l’instant, la fonction du MS semble avoir un lien fort avec la qualité de vie liée à l’état de santé et la participation sociale. De ce point de vue l’amélioration de la fonction physique pourrait avoir des vertus étendues dans l’amélioration de la vie sociale. Cette possibilité est particulièrement importante car elle influe directement sur le bien-être d’un individu.
Une amélioration significative pourrait se définir comme la capacité à utiliser le MSp pour manipuler et contrôler l'environnement. En utilisant cette définition, 5 % à 30 % des patients ayant eu un AVC pourraient parvenir à un tel objectif. Cette estimation est fondée sur l'amplitude d'extension active du poignet et des doigts.
Cliniquement une amélioration significative a été définie comme une réduction du nombre de tâches du Wolf Motor activity log (WMFT) qui ne pouvaient pas être complétées en 120 secondes et l'augmentation de la proportion de tâches Motor Activity Log (MAL) pour lesquelles les participants avaient un score >3 après un même intervalle de temps qu'au départ. Cette mesure est un indicateur de l'indépendance d'utilisation du MSp.
Concernant les facteurs influençant l'efficacité de la TMIC, les études menées jusqu'à présent ont permis de mettre en évidence que :
- les facteurs n’influençant pas l’efficacité de la TMIC sont le déficit sensoriel ou la participation parallèle à d’autres thérapies ;
- les facteurs influençant l’efficacité de la TMIC sont la latéralité et l’intensité de l’entraînement ;
- enfin, certaines études s'opposent quant à l'influence que pourrait avoir l’intervalle de temps depuis l’AVC sur les résultats.

De plus, l’état d’éveil, la concentration et la coopération des patients peuvent être influencés par la nature et la localisation des lésions et par les comportements pré-morbides tels que les facteurs psychosociaux et culturels.
Des expérimentations de thérapie « d'utilisation forcée » sur l'animal suggèrent que la TMIC pourrait être délétère si elle est utilisée en période aiguë car, lors de ces expérimentations, l'utilisation d'une thérapie par « utilisation forcée » a entravé la récupération motrice et élargi le volume des lésions. Ainsi, le délai d'intervention optimal pour commencer la TMIC n'a pas encore été déterminé.
Enfin, bien que la TMIC ait démontré son efficacité aux États-Unis, les auteurs de la TMIC ne savent pas si les résultats obtenus par leur traitement sont liés à la qualité ou à la quantité des soins.

## Perspectives
La TMIC requiert un investissement important à la fois de la part des thérapeutes et des structures de rééducation (ressources) et pourrait donc ne pas avoir un bon rapport coût/efficacité.
À ce titre, le développement et la mise en application de sessions d'entraînement de groupes pourraient être une alternative raisonnable de mode de distribution.
La thérapie par contrainte induite modifiée (TMICm) représente un mode de distribution où le patient porte un appareil de restriction 5 heures chaque jour de la semaine tout en suivant des sessions périodiques de rééducation mais où l'essentiel du travail se fait à domicile. La TMICm comporte donc beaucoup moins de séances de traitement par patient et est ainsi moins coûteuse. Cependant il reste à analyser le rapport efficacité/coût de ce traitement,.

## Abréviations
- AVC : Accident vasculaire cérébral
- AVQ : Activité de la vie quotidienne
- TMIC : Thérapie par le mouvement induit par la contrainte
- TMICm : Thérapie par le mouvement induit par la contrainte modifiée
- MAL : Motor activity log
- MS : Membre supérieur
- MSp : Membre supérieur parétique
- Patient HF : patient ayant un haut niveau de fonctionnement moteur en début de traitement
- WMFT : Wolf motor function test (test de la fonction motrice de Wolf)